# Sybaris semivittatus
Sybaris semivittatus is een keversoort uit de familie van oliekevers (Meloidae). De wetenschappelijke naam van de soort is voor het eerst geldig gepubliceerd in 1844 door Ludwig Redtenbacher.